# Plainville, Kansas
Plainville är en ort i Rooks County i den amerikanska delstaten Kansas med en yta av 3,1 km² och en folkmängd som uppgår till 2 029 invånare (2000). Senator Jerry Moran växte upp i Plainville.